# 湖沼學
湖沼學是水文地理學的分支，從化學、物理、水文、地質角度研究內陸水體，包括天然和人造的：湖、沼、塘、溪、河、濕地、地下水等。
歐洲文字的「湖沼學」大多源於希臘文「Λίμνη」（湖）、「λόγος」（知識）的合併，羅馬化後變成「limnology」等變體。